# Michele Lorusso
Michele Lorusso (Bari, 1º febbraio 1947 – Mola di Bari, 2 dicembre 1983) è stato un calciatore italiano, di ruolo difensore.

## Biografia
Il 2 dicembre 1983, in un incidente stradale, perde la vita insieme al compagno di squadra Ciro Pezzella, mentre entrambi si stavano recando a Bari per proseguire in treno per Varese, località in cui il Lecce si apprestava a giocare la domenica successiva; avevano optato per l'automobile per paura di volare.

## Carriera
La sua carriera iniziò nel Bernalda (Serie D) nella stagione 1966-1967, per poi passare nella stagione 1968-1969 al Flacco Venosa.
Dalla stagione 1970-1971 veste la maglia del Lecce, club con cui disputa 13 stagioni tra Serie B e Serie C, realizzando una sola rete nel corso di tutta la carriera.
Con 418 presenze Lorusso è il giocatore che ha vestito più volte la maglia del Lecce. A lui e al compagno Ciro Pezzella è intitolata la curva nord dello stadio Via del mare del capoluogo salentino.

## Statistiche

### Presenze e reti nei club
| Stagione             | Squadra              | Campionato           | Campionato | Campionato | Coppe nazionali | Coppe nazionali | Coppe nazionali | Coppe continentali | Coppe continentali | Coppe continentali | Altre coppe | Altre coppe | Altre coppe | Totale | Totale |
| Stagione             | Squadra              | Comp                 | Pres       | Reti       | Comp            | Pres            | Reti            | Comp               | Pres               | Reti               | Comp        | Pres        | Reti        | Pres   | Reti   |
| -------------------- | -------------------- | -------------------- | ---------- | ---------- | --------------- | --------------- | --------------- | ------------------ | ------------------ | ------------------ | ----------- | ----------- | ----------- | ------ | ------ |
| 1966-1967            | Bernalda             | D                    | 21         | 0          | -               | -               | -               | -                  | -                  | -                  | -           | -           | -           | 21     | 0      |
| 1967-1968            | Bernalda             | D                    | 10         | 0          | -               | -               | -               | -                  | -                  | -                  | -           | -           | -           | 10     | 0      |
| Totale Bernalda      | Totale Bernalda      | Totale Bernalda      | 31         | 0          |                 | -               | -               |                    | -                  | -                  |             | -           | -           | 32     | 0      |
| 1968-1969            | O. Flacco Venosa     | D                    | 32         | 0          | -               | -               | -               | -                  | -                  | -                  | -           | -           | -           | 32     | 0      |
| 1969-1970            | O. Flacco Venosa     | D                    | 34         | 0          | -               | -               | -               | -                  | -                  | -                  | -           | -           | -           | 34     | 0      |
| Totale Flacco Venosa | Totale Flacco Venosa | Totale Flacco Venosa | 66         | 0          |                 | -               | -               |                    | -                  | -                  |             | -           | -           | 66     | 0      |
| 1970-1971            | Lecce                | C                    | 37         | 0          | -               | -               | -               | -                  | -                  | -                  | -           | -           | -           | 37     | 0      |
| 1971-1972            | Lecce                | C                    | 37         | 0          | -               | -               | -               | -                  | -                  | -                  | -           | -           | -           | 37     | 0      |
| 1972-1973            | Lecce                | C                    | 34         | 0          | CI-S            | ?               | ?               | -                  | -                  | -                  | -           | -           | -           | 34+    | 0+     |
| 1973-1974            | Lecce                | C                    | 33         | 0          | CI-S            | ?               | ?               | -                  | -                  | -                  | -           | -           | -           | 33+    | 0+     |
| 1974-1975            | Lecce                | C                    | 38         | 0          | CI-S            | ?               | ?               | -                  | -                  | -                  | -           | -           | -           | 38+    | 0+     |
| 1975-1976            | Lecce                | C                    | 35         | 0          | CI-S            | ?               | ?               | -                  | -                  | -                  | -           | -           | -           | 35+    | 0+     |
| 1976-1977            | Lecce                | B                    | 23         | 0          | CI              | 8               | 1               | -                  | -                  | -                  | C-It.-In.-S | 1           | 0           | 32     | 1      |
| 1977-1978            | Lecce                | B                    | 32         | 1          | CI              | 4               | 0               | -                  | -                  | -                  | -           | -           | -           | 36     | 1      |
| 1978-1979            | Lecce                | B                    | 32         | 0          | CI              | 4               | 0               | -                  | -                  | -                  | -           | -           | -           | 36     | 0      |
| 1979-1980            | Lecce                | B                    | 27         | 0          | CI              | 3               | 0               | -                  | -                  | -                  | -           | -           | -           | 30     | 0      |
| 1980-1981            | Lecce                | B                    | 31         | 0          | CI              | 4               | 0               | -                  | -                  | -                  | -           | -           | -           | 35     | 0      |
| 1981-1982            | Lecce                | B                    | 28         | 0          | CI              | 2               | 0               | -                  | -                  | -                  | -           | -           | -           | 30     | 0      |
| 1982-1983            | Lecce                | B                    | 27         | 0          | CI              | 5               | 0               | -                  | -                  | -                  | -           | -           | -           | 32     | 0      |
| 1983-1984            | Lecce                | B                    | 7          | 0          | CI              | 2               | 0               | -                  | -                  | -                  | -           | -           | -           | 9      | 0      |
| Totale Lecce         | Totale Lecce         | Totale Lecce         | 418        | 1          |                 | 32              | 1               |                    | -                  | -                  |             | 1           | 1           | 451+   | 1+     |
| Totale carriera      | Totale carriera      | Totale carriera      | 515        | 1          |                 | 32+             | 1+              |                    | -                  | -                  |             | 1           | 1           | 549+   | 1+     |

## Riconoscimenti postumi
A lui sono dedicati gli stadi comunali di Venosa e di Bernalda, oltre alla curva nord dello stadio Via del mare, intitolata a lui e al compagno di squadra Pezzella.

## Palmarès

### Club

#### Competizioni nazionali
- Campionato italiano Serie C: 1

Lecce: 1975-1976
- Coppa Italia Semiprofessionisti: 1

Lecce: 1975-1976

#### Competizioni internazionali
- Coppa Italo-inglese per semiprofessionisti: 1

Lecce: 1976